# Campeonato Brasileiro Série C 2024
In 2024 werd het 34ste Campeonato Brasileiro Série C gespeeld, de derde hoogste klasse van het Braziliaanse voetbal. De competitie werd gespeeld van 20 april tot 19 oktober. Volta Redonda werd kampioen. 
Het competitieformat was hetzelfde als het voorgaande jaar. De top acht plaatste zich voor de tweede fase, waar de clubs in twee groepen verdeeld werden. De groepswinnaars van die tweede fase speelden nog een finale om de algemene titel, de twee tweedes in beide groepen promoveerden ook.
Van de vier promovendi uit de Série D van vorig jaar slaagden Ferroviária en Athletic erin om een tweede promotie op rij te verzilveren. Anderzijds degradeerde Sampaio Corrêa nu voor het tweede jaar op rij. 

## Eerste fase
| Plaats | Club                | Wed. | W  | G | V  | Saldo | Ptn. |
| ------ | ------------------- | ---- | -- | - | -- | ----- | ---- |
| 1.     | Botafogo-PB         | 19   | 12 | 5 | 2  | 33:21 | 41   |
| 2.     | Athletic            | 19   | 12 | 4 | 3  | 39:21 | 40   |
| 3.     | Ferroviária         | 19   | 9  | 9 | 1  | 22:9  | 36   |
| 4.     | São Bernardo        | 19   | 10 | 5 | 4  | 29:16 | 35   |
| 5.     | Volta Redonda       | 19   | 10 | 4 | 5  | 30:28 | 34   |
| 6.     | Ypiranga de Erechim | 19   | 9  | 4 | 6  | 22:18 | 31   |
| 7.     | Londrina            | 19   | 7  | 8 | 4  | 24:21 | 29   |
| 8.     | Remo                | 19   | 8  | 2 | 9  | 21:23 | 26   |
| 9.     | Náutico             | 19   | 6  | 7 | 6  | 34:25 | 25   |
| 10.    | CSA                 | 19   | 6  | 7 | 6  | 22:26 | 25   |
| 11.    | Figueirense         | 19   | 6  | 6 | 7  | 19:21 | 24   |
| 12.    | Tombense            | 19   | 5  | 8 | 6  | 22:21 | 23   |
| 13.    | Confiança           | 19   | 6  | 4 | 9  | 20:22 | 22   |
| 14.    | ABC                 | 19   | 5  | 7 | 7  | 18:20 | 22   |
| 15.    | Caxias              | 19   | 6  | 3 | 10 | 20:27 | 21   |
| 16.    | Floresta            | 19   | 5  | 4 | 10 | 15:27 | 19   |
| 17.    | Sampaio Corrêa      | 19   | 4  | 7 | 8  | 16:21 | 19   |
| 18.    | Aparecidense        | 19   | 3  | 7 | 9  | 18:28 | 16   |
| 19.    | Ferroviário         | 19   | 3  | 6 | 10 | 19:38 | 15   |
| 20.    | São José            | 19   | 2  | 5 | 12 | 12:22 | 11   |

|  | Geplaatst voor tweede fase |
|  | Degradatie                 |

## Tweede fase

### Groep B
| Plaats | Club          | Wed. | W | G | V | Saldo | Ptn. |
| ------ | ------------- | ---- | - | - | - | ----- | ---- |
| 1.     | Volta Redonda | 6    | 3 | 3 | 0 | 8:4   | 12   |
| 2.     | Remo          | 6    | 2 | 3 | 1 | 6:7   | 9    |
| 3.     | Botafogo-PB   | 6    | 1 | 2 | 3 | 5:5   | 5    |
| 4.     | São Bernardo  | 6    | 1 | 2 | 3 | 5:8   | 5    |

|  | Geplaatst voor finale en Série B 2025 |
|  | Promotie naar Série B 2025            |

### Groep C
| Plaats | Club                | Wed. | W | G | V | Saldo | Ptn. |
| ------ | ------------------- | ---- | - | - | - | ----- | ---- |
| 1.     | Athletic            | 6    | 3 | 1 | 2 | 11:8  | 10   |
| 2.     | Ferroviária         | 6    | 3 | 1 | 2 | 12:12 | 10   |
| 3.     | Londrina            | 6    | 2 | 1 | 3 | 11:12 | 7    |
| 4.     | Ypiranga de Erechim | 6    | 1 | 3 | 2 | 6:8   | 6    |

## Finale
Heen
|                  |               |       |          | |
| 12 oktober 17:30 | Volta Redonda | 1 – 0 | Athletic | Estádio Raulino de Oliveira, Volta Redonda Toeschouwers: 6.641 Scheidsrechter: Fábio Augusto Santos Sá Júnior |
| 12 oktober 17:30 | Heliardo 67'  |       |          | Estádio Raulino de Oliveira, Volta Redonda Toeschouwers: 6.641 Scheidsrechter: Fábio Augusto Santos Sá Júnior |

| Volta Redonda | Athletic |

Terug
|                  |          |                         |               |                                                                         |
| 19 oktober 17:30 | Athletic | 0 – 2                   | Volta Redonda | Arena Sicredi, São João del-Rei Scheidsrechter: Luiz Flávio de Oliveira |
| 19 oktober 17:30 |          | 26' PK 71' Bruno Santos |               | Arena Sicredi, São João del-Rei Scheidsrechter: Luiz Flávio de Oliveira |

| Athletic | Volta Redonda |

## Kampioen
| Campeonato Brasileiro Série C 2024 |
| Rio de Janeiro                     |
| ---------------------------------- |
| VOLTA REDONDA Kampioen (1° titel)  |